# Aldington (Kent)
Aldington – wieś w Anglii, w hrabstwie Kent, w dystrykcie Ashford. Leży 36 km na południowy wschód od miasta Maidstone i 88 km na południowy wschód od centrum Londynu. Miejscowość liczy 981 mieszkańców.